# Lidbosjön
Lidbosjön är en sjö i Älvdalens kommun i Dalarna och ingår i Dalälvens huvudavrinningsområde. Sjön har en area på 0,4 kvadratkilometer och ligger 359,3 meter över havet. Sjön avvattnas av vattendraget Littran.

## Delavrinningsområde
Lidbosjön ingår i det delavrinningsområde (677494-139391) som SMHI kallar för Utloppet av Lidbosjön. Medelhöjden är 395 meter över havet och ytan är 7,02 kvadratkilometer. Räknas de 3 avrinningsområdena uppströms in blir den ackumulerade arean 31,87 kvadratkilometer. Littran som avvattnar avrinningsområdet har biflödesordning 4, vilket innebär att vattnet flödar genom totalt 4 vattendrag innan det når havet efter 398 kilometer. Avrinningsområdet består mestadels av skog (71 procent). Avrinningsområdet har 0,4 kvadratkilometer vattenytor vilket ger det en sjöprocent på 5,6 procent.